# Флаг Гватемалы
Флаг Гватема́лы — официальный символ Республики Гватемала.

## Описание
Флаг состоит из трёх равновеликих вертикальных полос — голубой, белой и голубой. Белый цвет символизирует честность и чистоту, голубой — законность и справедливость. Две небесно-голубые полосы обозначают географию страны, поскольку Гватемала — это земля, расположенная между двумя океанами, Тихим океаном и Атлантическим океаном и небо над страной (см. гимн Гватемалы). Белый означает мир и чистоту. Цвета флага происходят от цветов флага Соединённых Провинций Центральной Америки.
На государственном и военном флагах в центре белой полосы помещён герб страны. Элементами герба являются квезалы, национальная птица Гватемалы, символизирующая свободу; пергаментный свиток с датой обретения Центральной Америкой независимости от Испании 15 сентября 1821 года; скрещенные винтовки, указывающие на готовность Гватемалы защищаться силой в случае необходимости; лавровая корона, символ победы; и скрещенные мечи, символизирующие честь. Это один из четырех национальных флагов среди государств-членов ООН, на которых изображено огнестрельное оружие, наряду с флагами Мозамбика, Гаити и Боливии.

## История
Флаг Федеративной Республики Центральной Америки использовался в Гватемале до 1851 года, когда происпанская фракция взяла верх и добавила к флагу красный и желтый испанские цвета. Первоначальные цвета были восстановлены 17 августа 1871 года, но в виде вертикальных (а не горизонтальных) полос, чтобы отличать его от других флагов и с новым гербом.

В 2008 году законом был принят флаг под названием Bandera de Los Pueblos (флаг коренных народов), который с тех пор демонстрируется вместе с национальным флагом Гватемалы на всех мероприятиях с участием президента Гватемалы .Флаг разделен на четыре части: красную, желтую, белую и черную, каждая из которых представляет народы шинка, гарифуна, майя и ладино соответственно.

Флаг Соединённых Провинций Центральной Америки 1825-1838
1838-1843
1843-1851
1851-1858
1858-1871